# ファーンボロー国際航空ショー
ファーンボロー国際航空ショー（ファーンボローこくさいこうくうショー、英: Farnborough International Airshow）は、イングランド南部のハンプシャー州にあるファーンボロー空港で偶数年の7月に開催される航空ショーである。1948年の第1回以来、ビッカース VC10、コンコルド、ユーロファイター タイフーン、エアバスA380、ロッキード・マーティン F-35など、数多くの飛行機がこの航空ショーでデビューフライトを行ってきた。1958年にはイギリス空軍の展示飛行隊ブラック・アローズのホーカー ハンター22機編隊がループ飛行を行い、世界記録を樹立した。

## 概要
航空産業の重要な見本市のうちの一つで、一番大規模なパリ航空ショーと交互に開催され、同じく重要視されているベルリン国際航空宇宙ショーとは数週間違いで行われている。開催期間は7日間で、そのうち初めの5日間が商用展示、最後の2日間のみ一般に公開される。2012年には商用展示に10万９千人、公開展示に10万人の計20万9千人が訪れ、720億米ドルの商談が成立した。

## 歴史
元は1920年から37年にかけてイギリスのヘンドンで毎年開催されていた航空イベント。1942年から偶数年の定期開催が決定し、1948年にファーンボローに開催場所が変更され現在に至る。
1952年にイギリスの戦闘機デ・ハビランド シービクセンの墜落事故（ファーンボロー航空ショー墜落事故）で観客29人が犠牲になった事をきっかけに、厳しい安全基準を定めている。

## 開催日程
- 第45回：2006年7月17日 - 23日
- 第46回：2008年7月14日 - 20日
- 第47回：2010年7月19日 - 25日
- 第48回：2012年7月9日 - 15日
- 第49回：2014年7月14日 - 20日
- 第50回：2016年7月11日 - 17日
- 第51回：2018年7月16日 - 22日[2]